# Russische Futsalnationalmannschaft
Die russische Futsalnationalmannschaft ist eine repräsentative Auswahl russischer Futsalspieler. Die Mannschaft vertritt den russischen Fußballverband bei internationalen Begegnungen. Die Auswahl zählt zu den stärksten Mannschaften Europas, 1999 wurde das Team Europameister.

## Abschneiden bei Turnieren
Russland nahm bisher an allen sieben  Europameisterschaften teil. Den größten Erfolg feierte man 1999, als man im Finale Spanien mit 4:2 nach Sechsmeterschießen besiegte. 1996 und 2005 unterlag man jeweils Spanien im Finale, 2001 und 2007 wurde man EM-Dritter.
Für Weltmeisterschaftsendrunden unter der Schirmherrschaft der FIFA qualifizierte sich die Nationalmannschaft viermal. Bei der erstmaligen Teilnahme 1992 kam nicht über die Vorrunde hinaus. Vier Jahre später erreichte man das Halbfinale, in dem man Brasilien mit 2:6 unterlag. Das folgende Spiel um Platz 3 gewann man gegen die Ukraine knapp mit 3:2. Bei der WM 2000 erreichte man erneut das Halbfinale, scheiterte aber an Spanien mit 2:3 und verlor auch das Spiel um Platz 3 gegen Portugal. 2004 scheiterte man überraschend bereits in der ersten Qualifikationsphase an der Auswahl von Bosnien-Herzegowina.

### Futsal-Weltmeisterschaft
- 1989 – nicht eingeladen
- 1992 – Vorrunde
- 1996 – 3. Platz
- 2000 – 4. Platz
- 2004 – nicht qualifiziert
- 2008 – 4. Platz
- 2012 – Viertelfinale
- 2016 – 2. Platz

### Futsal-Europameisterschaft
- 1996 – 2. Platz
- 1999 – Europameister
- 2001 – 3. Platz
- 2003 – Vorrunde
- 2005 – 2. Platz
- 2007 – 3. Platz
- 2010 – Viertelfinale
- 2012 – 2. Platz
- 2014 – 2. Platz
- 2016 – 2. Platz
- 2018 – 3. Platz